# Rozdrojovice
Rozdrojovice település Csehországban, a Brno-vidéki járásban. Rozdrojovice Brno, Jinačovice és Moravské Knínice településekkel határos. Lakosainak száma 1081 fő (2024. január 1.).

## Népesség
A település lakosságának változását az alábbi diagram mutatja:
| Lakosok száma | 345  | 494  | 490  | 584  | 537  | 926  | 986  | 1032 | 1087 | 1081 |
|               | 1869 | 1900 | 1921 | 1961 | 1980 | 2011 | 2016 | 2019 | 2021 | 2024 |